# David Thompson (Ingenieur)
David A. Thompson (* 17. Dezember 1940) ist ein US-amerikanischer Elektroingenieur.
Thompson studierte Elektrotechnik am Carnegie Institute of Technology mit dem Bachelor-Abschluss 1962, dem Master-Abschluss 1963 und der Promotion 1966.
Thompson entwickelte mit Lubomyr Romankiw bei IBM einen Lesekopf für dünne magnetische Filme (eingesetzt in Festplatten). 1981 erhielten sie darauf ein US-Patent. Er war Direktor des Advanced Magnetic Recording Laboratory im IBM Almaden Research Center.
Er ist IBM Fellow, Fellow des IEEE und Mitglied der IBM Academy of Engineering und der National Academy of Engineering (1988). 1992 erhielt er den IEEE Cledo Brunetti Award und 1993 den Inventor of the Year Award der  New York State Patent, Trademark and Copyright Law Association. 2012 wurde er mit Romankiw in die National Inventors Hall of Fame aufgenommen.